# Ypsolopha maculatella
Ypsolopha maculatella là một loài bướm đêm thuộc họ Ypsolophidae. Loài này có ở Hoa Kỳ, bao gồm Arizona và California.
Sải cánh dài khoảng 20–22 mm.